# ソウェト
ソウェト（アフリカーンス語: 英語: Soweto）は、南アフリカ共和国ハウテン州ヨハネスブルグ市都市圏D区にある地区。

## 概説
地名の由来は、"South Western Townships"（南西居住地区）の短縮形である。地区住民や国民の多くは、"So Where To"（それで、どこへ）と呼ぶ。アパルトヘイト政策によって迫害されたアフリカ系住民の象徴の地とも言われる。

## 歴史

### ソウェトの形成
1880年代にヨハネスブルグで金鉱が発見され、1886年以降、各地のアフリカ系住民が仕事を求めてヨハネスブルグに移住した。多くは住居を構えることができず、郊外にあるブリックフィールズ地区に収容されていた。
1904年、イギリスが統治する市当局は、ブリックフィールズ地区で疫病が発生したため、アフリカ系住民とインド系住民をブリックフィールズからヨハネスブルグ市外のクリップスプリット地区へ移動させた。これがソウェトの始まりといわれる。

### アパルトヘイトの本格化

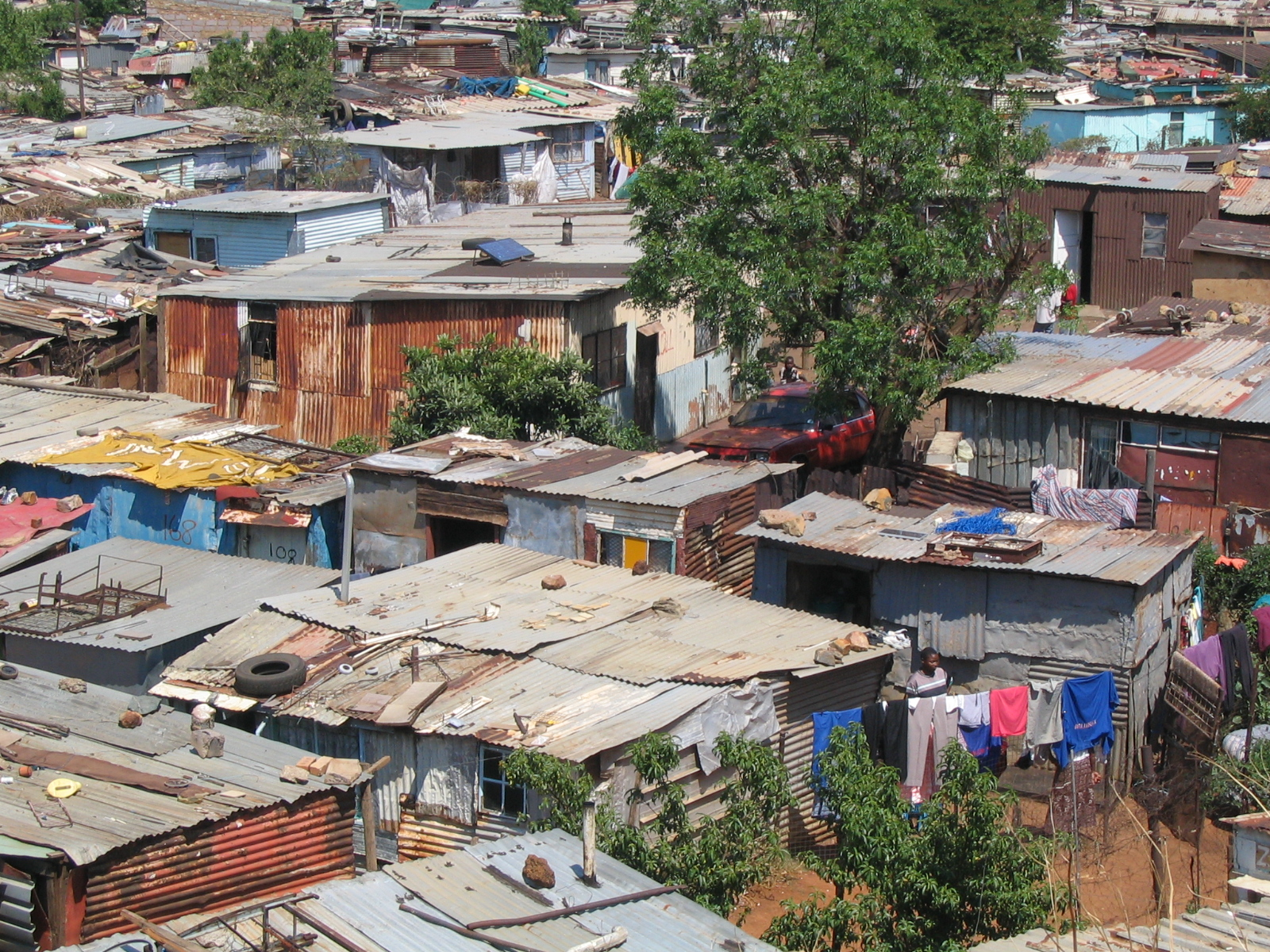
ソウェト

1913年、アフリカ系住民の所有地を国土の9%に制限した原住民土地法や、1918年のヨハネスブルグ市域の東西への拡大に伴い、ソウェト居住区もピンビルとオーランドの両地区に広がり、職を求めたアフリカ系住民の多くがソウェトに移住してきた。住宅不足がますます深刻化し、移住民の多くは空き地にバラッグ小屋を建ててスクウォッター（不法居住）を行った。
1944年にスクウォッター運動が組織化され、市当局も摘発や強制排除だけでは対応できなくなり、オーランド、モロカ、セントラル・ウエスタン・ジャバブに緊急キャンプを設置した。
1948年の国民議会選挙で、アフリカーナーが支持母体の国民党が勝利し、アパルトヘイトの本格化が始まった。アフリカ系住民の居住区を増加・集約させるために、強制移住を推し進めた。市当局も政府の意向に従い、ソウェトに新しい居住区を設定した。
1955年、都心部から追われた季節労働者を収容するための最初のホステルがデュベに造られた。
様々な部族が押し込められる形となった居住区では治安が急激に悪化。蜂起（後述）が発生した1976年頃には黒人同士による襲撃事件、殺人事件も相次ぎ、年間900人以上が死亡する状況となっていた。

### ソウェト蜂起
ソウェト蜂起 を参照。
1976年6月16日、学校におけるアフリカーンス語教育の導入に反発しアフリカ系学生を中心に抗議デモを行ったが、警官隊による鎮圧で当時12歳のヘクター・ピーターソン（Hector Pieterson）を含む多くの学生が死亡した。アパルトヘイトへの反発が国内のみならず世界に広がると同時に、ソウェトの名も一躍世界に知れ渡ることとなった。
その後、支配層であるアフリカーナーにもアパルトヘイトへの疑問が広がり、1993年、アパルトヘイトは全廃された。

### アパルトヘイト後

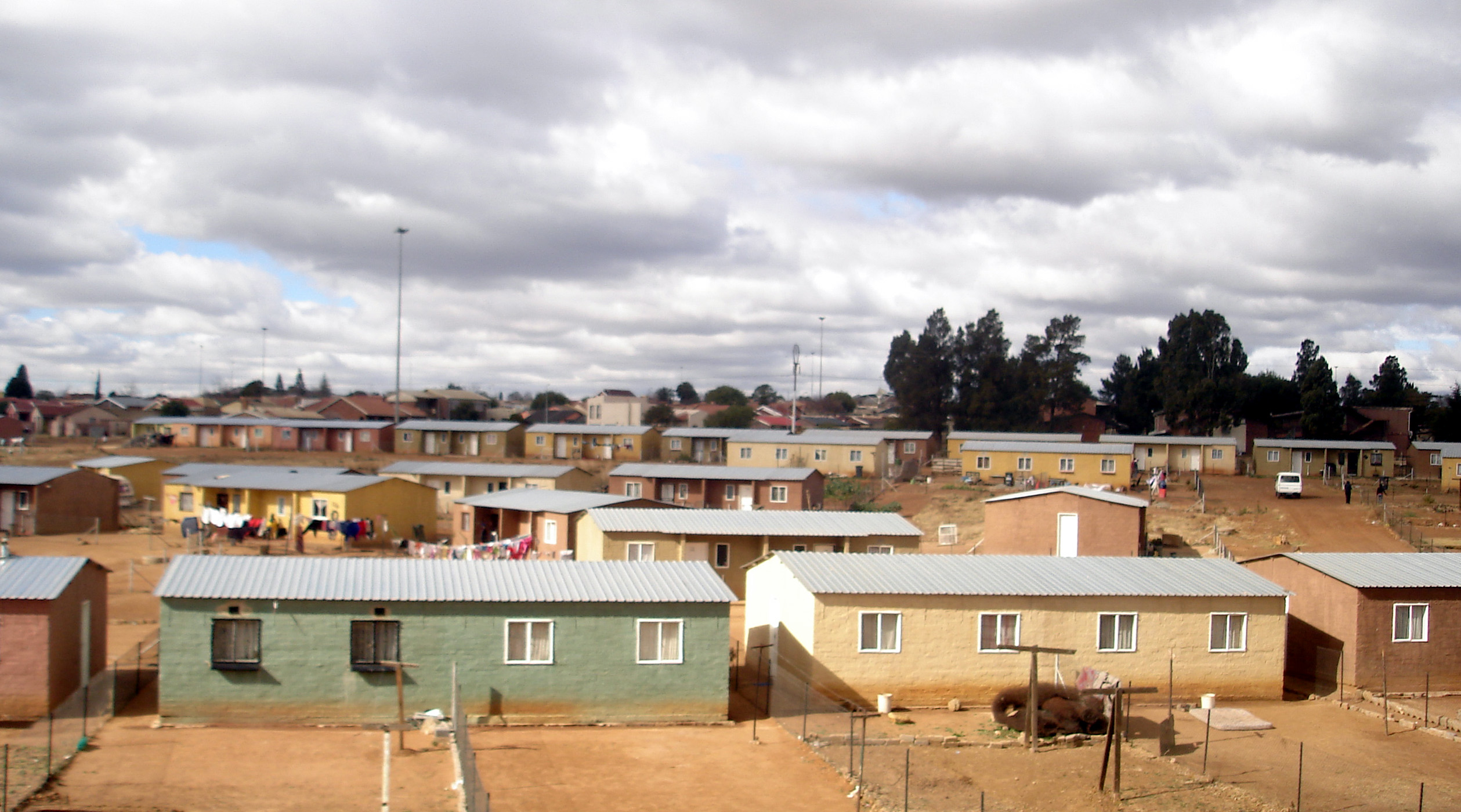
日本などの援助で建設された集合住宅

アパルトヘイト後は新政府によりBEE政策（会社の社員の40%、株主の26%を黒人とし、黒人の経営する会社を積極的に支援する事を義務化する）が実行されると、ネルソン・マンデラとともに反アパルトヘイトの陣営に参加していたリチャード・マポーニャ（Richard Maponya）が政府の支援を受け、ソウェトに初となる複合商業施設『マポーニャモール』を建設する。
2010年のワールドカップ開催地・『サッカーシティ』が建設された。

## 産業

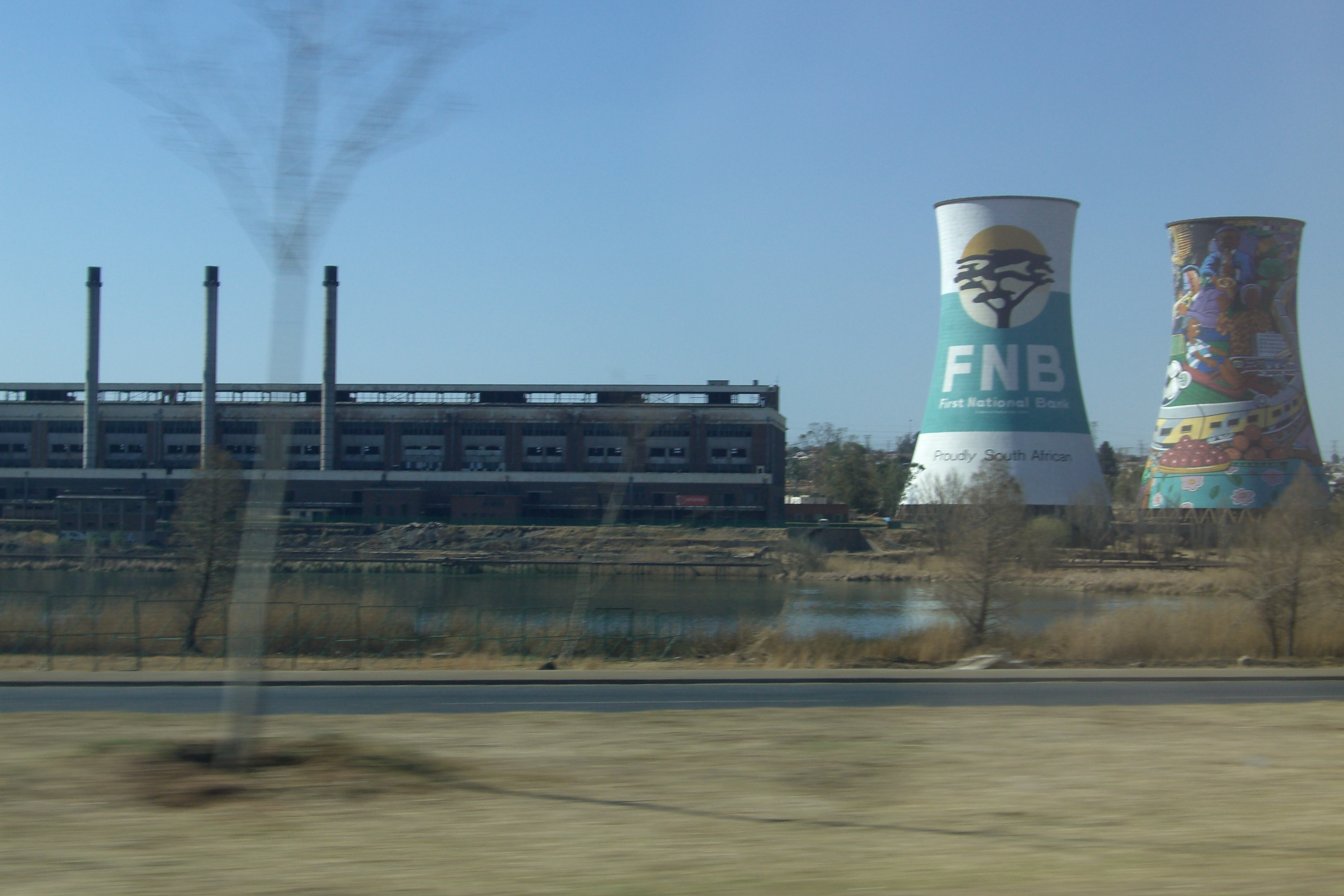
火力発電所

今日、ディプクルーフと呼ばれる所に立地する州立病院クリス・ハニ・バラグワナート病院はソウェト唯一の病院で、第二次世界大戦時の1941年に療養中のイギリス兵やイギリス連邦兵士のためにバラグワナート帝国陸軍病院の名称で建設された。開会セレモニーの間、ヤン・スマッツは施設が戦後、地域の黒人たちに使われることに言及した。バラグワナート病院は後に世界最大の病院であると言われるようになった。なお当病院は、白人過激派によって1993年に暗殺されたアフリカ民族会議リーダーであるクリス・ハニ(1942-1993)を追悼して、1997年に現在のクリス・ハニ・バラグワナート病院へと改称されている。

## 交通

### 鉄道
メトロレールが運行されており、ヨハネスブルクパーク駅からナレディ駅までは所要42〜52分。ソウェト内にはMZIMHLOPE、PHOMOLONG、PHEFENI、DUBE、IKWEZI、INHLAZANE、MERAFE、NALEDIの8つの駅があり多くの住民に利用されている。

## 観光
ソウェト蜂起の際に警官によって射殺されたヘクター・ピーターソンや反アパルトヘイト運動を率いたネルソン・マンデラの記念館のほか、活動の拠点であったレジナ・ムンディ教会がある。
2022年7月には武装集団がバーを襲撃して銃を乱射する事件が複数回発生。治安は悪化したままとなっている。

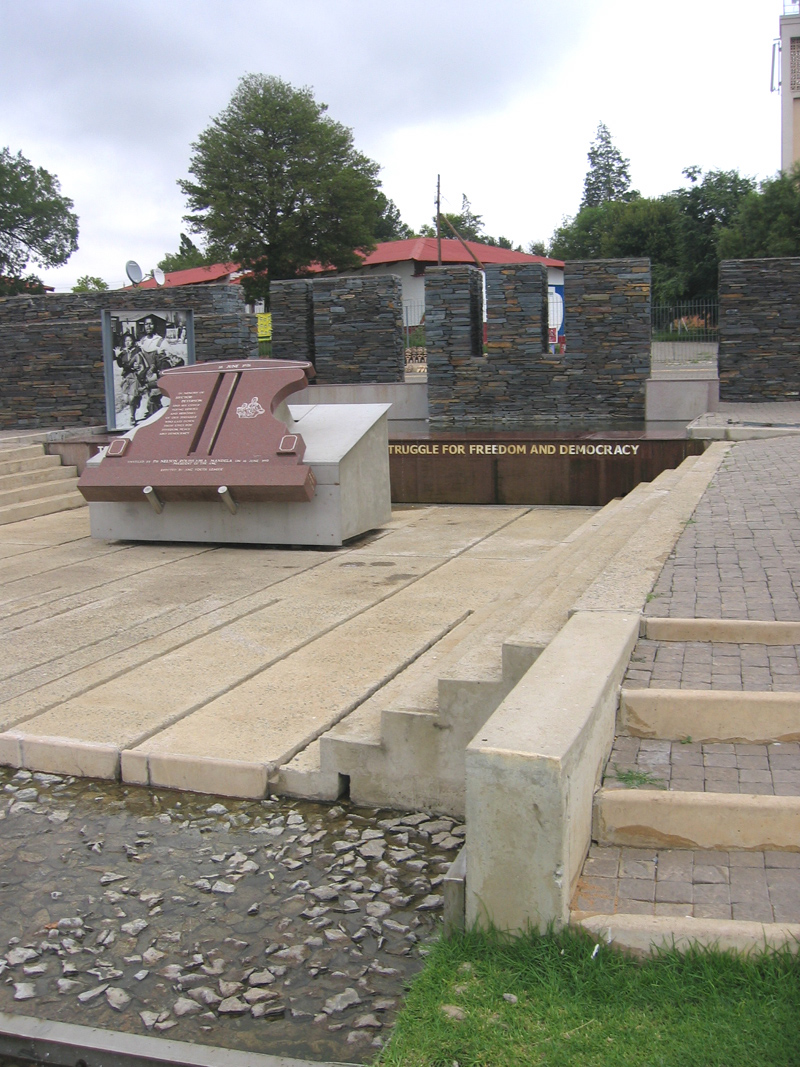
ソウェト蜂起記念碑
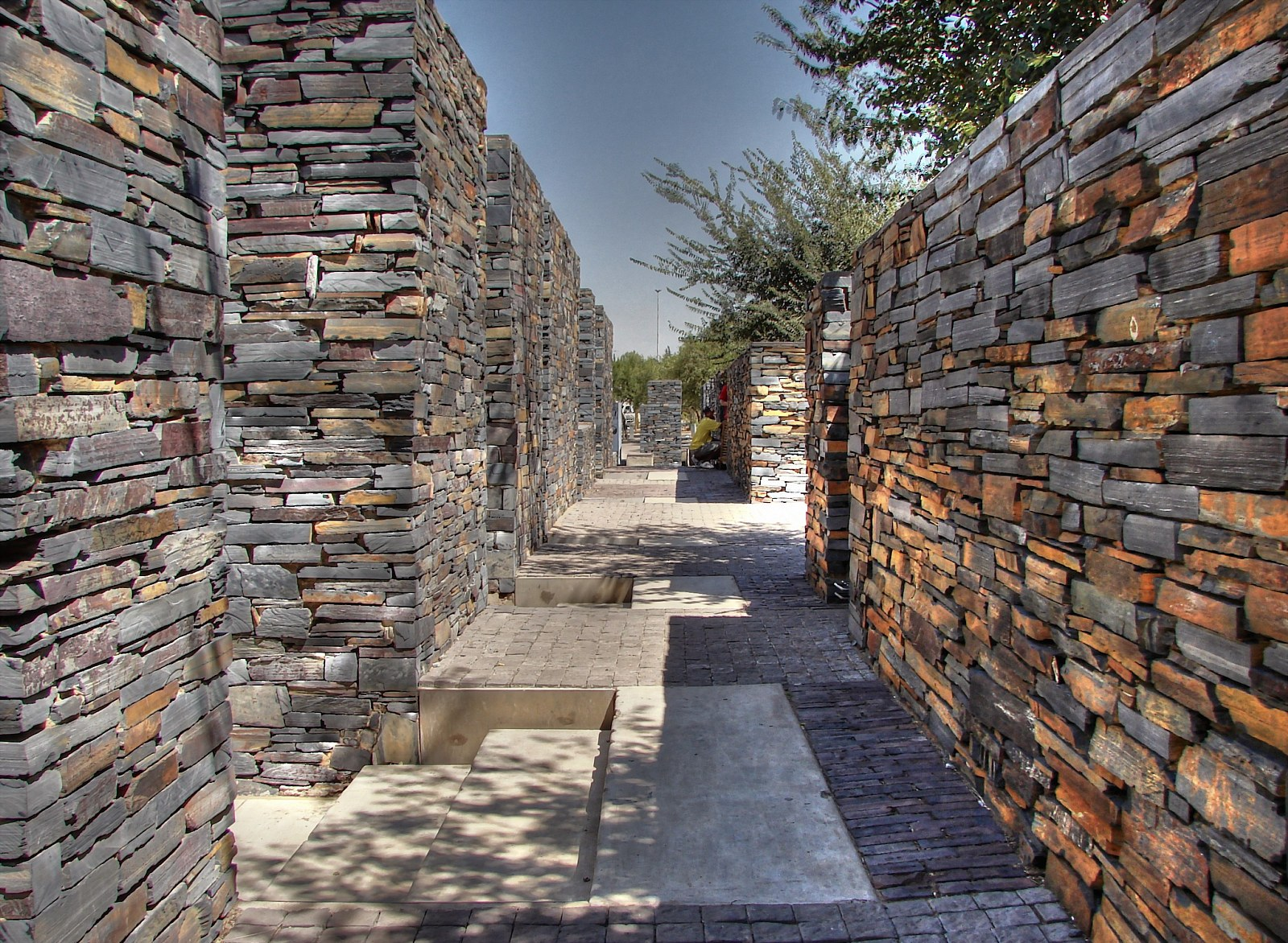
ピーターソン記念館
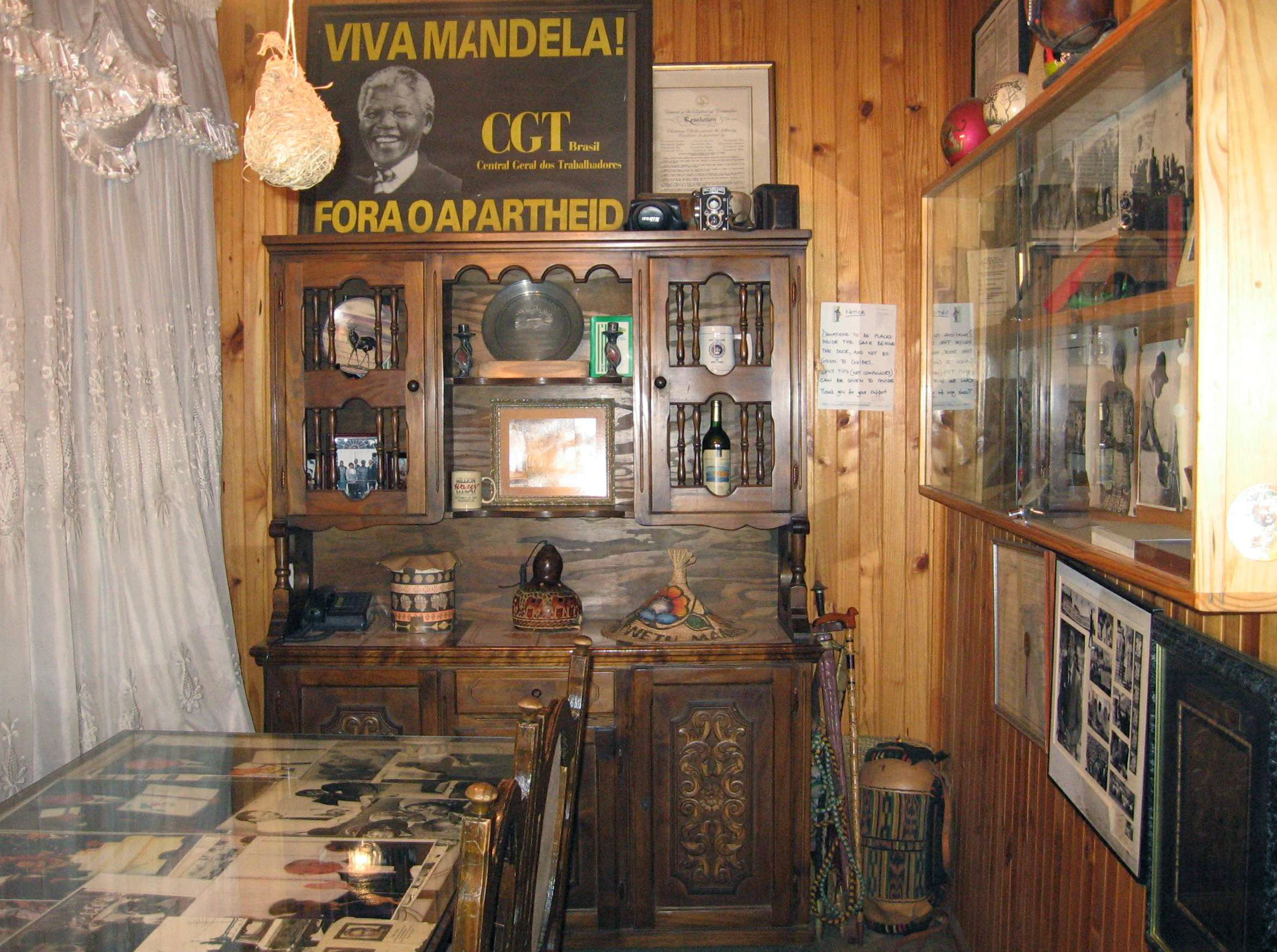
マンデラ記念館
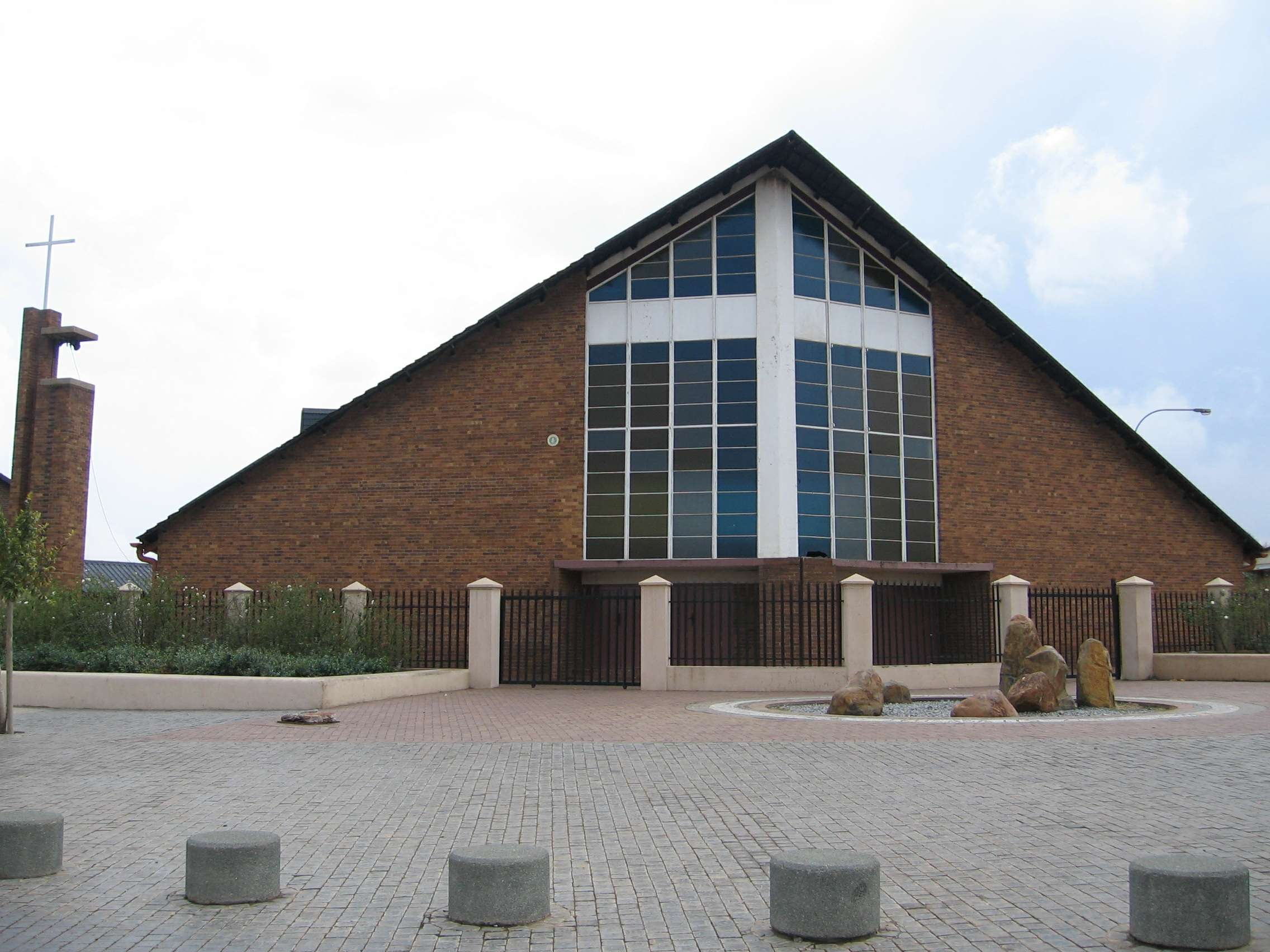
レジナ・ムンディ教会

## 教育
- ヴィスタ大学

## スポーツ
- プレミアサッカーリーグ
  - オーランド・パイレーツFC（ホームタウン ： エリス・パーク・スタジアム）
  - カイザー・チーフスFC（ホームタウン ： エリス・パーク・スタジアム）